# Кенійсько-швейцарські відносини
Кенійсько-швейцарські відносини — це двосторонні відносини між Кенією та Швейцарією.

## Історія
Швейцарія визнала незалежність Кенії в 1963 році, а дипломатичні відносини були встановлені 1964 року, коли Швейцарія відкрила своє посольство в Найробі. 
Станом на сьогодні обидві країни мають теплі сердечні стосунки. 

## Співробітництво в розвитку
Офіс Швейцарського агентства з розвитку та співробітництва (SDC) знаходиться в Найробі на Африканському Розі.
Для Стратегії співробітництва на 2013–2016 роки для країн Африканського Рогу SDC виділив KES. 14,44 мільярда (140 мільйонів швейцарських франків)
Ключові сфери співпраці Кенії та Швейцарії: 
- Гуманітарна допомога
- Продовольча безпека /Охорона навколишнього середовища

## Економічні відносини
У 2013 році Кенія була 5-м за величиною торговим партнером Швейцарії в країнах Африки на південь від Сахари.
Загальний обсяг торгівлі протягом цього року склав KES. 11,1 млрд (108 млн швейцарських франків). 
Багато громадян Швейцарії щороку відвідують Кенію. Станом на 2013 рік в Кенії проживало 937 громадян Швейцарії. 
Основний експорт Кенії до Швейцарії: квіти, чай та кава. 
Основний експорт Швейцарії до Кенії: фармацевтична та хімічна продукція.

## Постійні дипломатичні представництва
- Кенія має посольство в Берні . [2]
- Швейцарія має посольство в Найробі .

## Також переглянути
- Foreign relations of Kenya
- Foreign relations of Switzerland

## Зовнішні посилання
- Постійне представництво Республіки Кенія | Офіс ООН в Женеві [Архівовано 22 грудня 2021 у Wayback Machine.]
- Посольство Швейцарії | Кенія [Архівовано 22 грудня 2021 у Wayback Machine.]
- Швейцарський клуб Кенія [Архівовано 1 січня 2019 у Wayback Machine.]